# 장상피화생

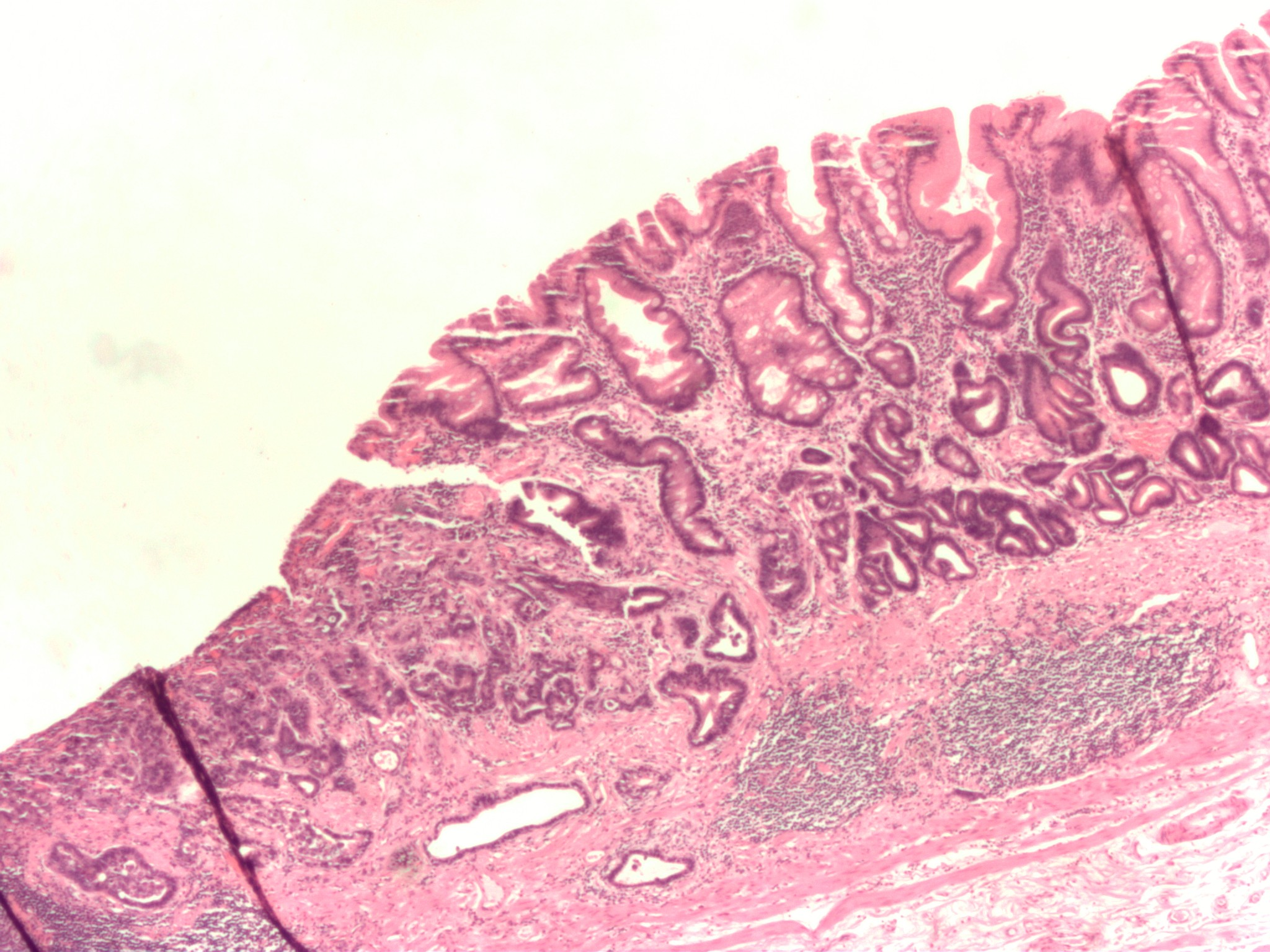
유문부의 장상피화생(사진 중앙)과 위의 선암(사진 왼쪽 중앙). H&E

장상피화생(腸上皮化生, Intestinal metaplasia)은 상피 조직의 변성(화생)으로, 통상적으로 위에 장과 닮은 조직이 발생하는 것이다. 초기에 변성한 표피는 소장을 닮은 조직이 되고, 후기의 단계에서는 대장을 닮은 조직으로 변한다. 장상피화생은 배상 세포의 출현으로 특징지을 수 있다.
이 병변은 선암 발생의 위험 요인이라고 여겨지고 있다.

## 같이 보기
- 위염
- 위축성 위염
- 헬리코박터 파일로리